# Balangkayan
Balangkayan ist eine philippinische Stadtgemeinde in der Provinz Eastern Samar. Sie hat 10.125 Einwohner (Zensus 1. August 2015).

## Baranggays
Balangkayan ist politisch in 15 Baranggays unterteilt.
- Balogo
- Bangon
- Cabay
- Caisawan
- Cantubi
- General Malvar
- Guinpoliran
- Julag
- Magsaysay
- Maramag
- Poblacion I
- Poblacion II
- Poblacion III
- Poblacion IV
- Poblacion V